# 56 (tal)
56 (seksoghalvtreds, på checks også femtiseks) er det naturlige tal som kommer efter 55 og efterfølges af 57.

## Inden for videnskab
- 56 Melete, asteroide
- M56, kuglehob i Lyren, Messiers katalog
- Grundstoffet barium har atomnummer 56.
- 56 er international telefonkode for Chile.

## Eksterne links
- Wikimedia Commons har flere filer relateret til 56 (tal)